# 235

235(이백삼십오)는 234보다 크고 236보다 작은 자연수다.

## 수학
- 합성수로, 그 약수는 1, 5, 47, 235다. 진약수의 합은 53이므로, 235는 부족수다.
- 10번째 칠각수다. 앞의 칠각수는 189, 다음은 286이다.
- 5번째 이십오각수다. 앞의 이십오각수는 142, 다음은 351이다.
- 13번째 중심있는 삼각수다. 앞의 중심있는 삼각수는 199, 다음은 274다.
- {\displaystyle 235=73+79+83}
  - 연속하는 세 소수(素數)의 합으로 나타낼 수 있으며, 이 성질을 지닌 앞의 수는 223, 다음 수는 251이다.

## 과학·기술
- 우라늄-235(U-235): 우라늄의 방사성 동위 원소.
- NGC 235: 고래자리 방향에 있는 렌즈형은하.
- CN-235: 중거리 쌍발 프로펠러 수송기.

## 교통

### 철도
- 서울 지하철 2호선 문래역의 역번호.
- 부산 도시철도 2호선 화명역의 역번호.
- 대구 도시철도 2호선 만촌역의 역번호.

### 도로
- 일본 235번 국도(일본어판): 홋카이도 무로란시에서 우라카와군 우라카와정까지 이어지는 일본의 국도.

## 군사
- U-235(영어판, 독일어판): 제2차 세계 대전에 사용된 나치 독일의 군용 잠수함.

## 문화유산
- 대한민국의 국보 제235호: 감지금니대방광불화엄경보현행원품
- 대한민국의 보물 제235호: 서울 장의사지 당간지주
- 대한민국의 사적 제235호: 보은 삼년산성

## 방송
- 지니 TV의 C채널 채널 번호.
- B tv의 i 플레이 채널 번호.
- LG헬로비전의 연합뉴스TV JOB 채널 번호.
- B tv 케이블의 일본 공영 방송인 NHK 월드 프리미엄 채널 번호.

## 기타
- 연도: 235년, 기원전 235년